# Маркшейдерсько-геодезичні прилади та інструменти
Маркше́йдерсько-геодези́чні при́лади та інструме́нти (англ. surveying and geodetic devices and instruments; нім. geodätische und Markscheidegeräte n pl und Instrumente n pl) — всі засоби вимірювань у маркшейдерській справі та геодезії, призначені для лінійних, кутових, лінійно-кутових вимірювань, а також для роботи з графічною документацією.

## Опис
Окремі прилади можуть застосовуватись самостійно або входити складовою частиною до складнішого вимірювального приладу, вимірювальної апаратури чи вимірювального комплексу. В останні роки створено багато вимірювальних комплексів, поєднаних ЕОМ. Приклади маркшейдерсько-геодезичні приладів і інструментів:
1. Для лінійних вимірювань застосовують рулетки та стрічки вимірювальні металічні, рулетки вимірювальні неметалічні, рулетки лазерні, дроти інварні, довжиноміри дротові, світлодалекоміри, радіодалекоміри, оптикомеханічні далекоміри, нівеліри гіростатичні, рейки для польових і шахтних робіт, лінійки для камеральних робіт і ін.
2. Для лінійно-кутових вимірювань призначені тахеометри, кутоміри-тахеометри, фотограметричні прилади, вимірювальні станції та комплекси, лазерні візири і ін.
3. Для кутових вимірювань застосовують теодоліти, кутоміри, гірокомпаси, гіротеодоліти, бусолі-транспортири, екери, екліметри, тахеографи і ін.
4. Для роботи з графічною документацією в камеральних умовах призначені планіметри, курвіметри, пантографи, аксонографи, афінографи, електронні прилади, які поєднують кілька операцій і ін.

Випробовування маркшейдерських приладів — сукупність операцій, проведених з метою установлення відповідності приладу своїм технічним параметрам, розмірам і характеристикам, вимогам нормативно-технічної документації на даний прилад.
Розрізняють випробовування: державні, відомчі, приймальні, приймально-здавальні, контрольні (періодичні, типові, інспекційні), атестаційні, лабораторні, полігонні, натурні, виробничі (експлуатаційні) нормальні, прискорені.

## Галерея

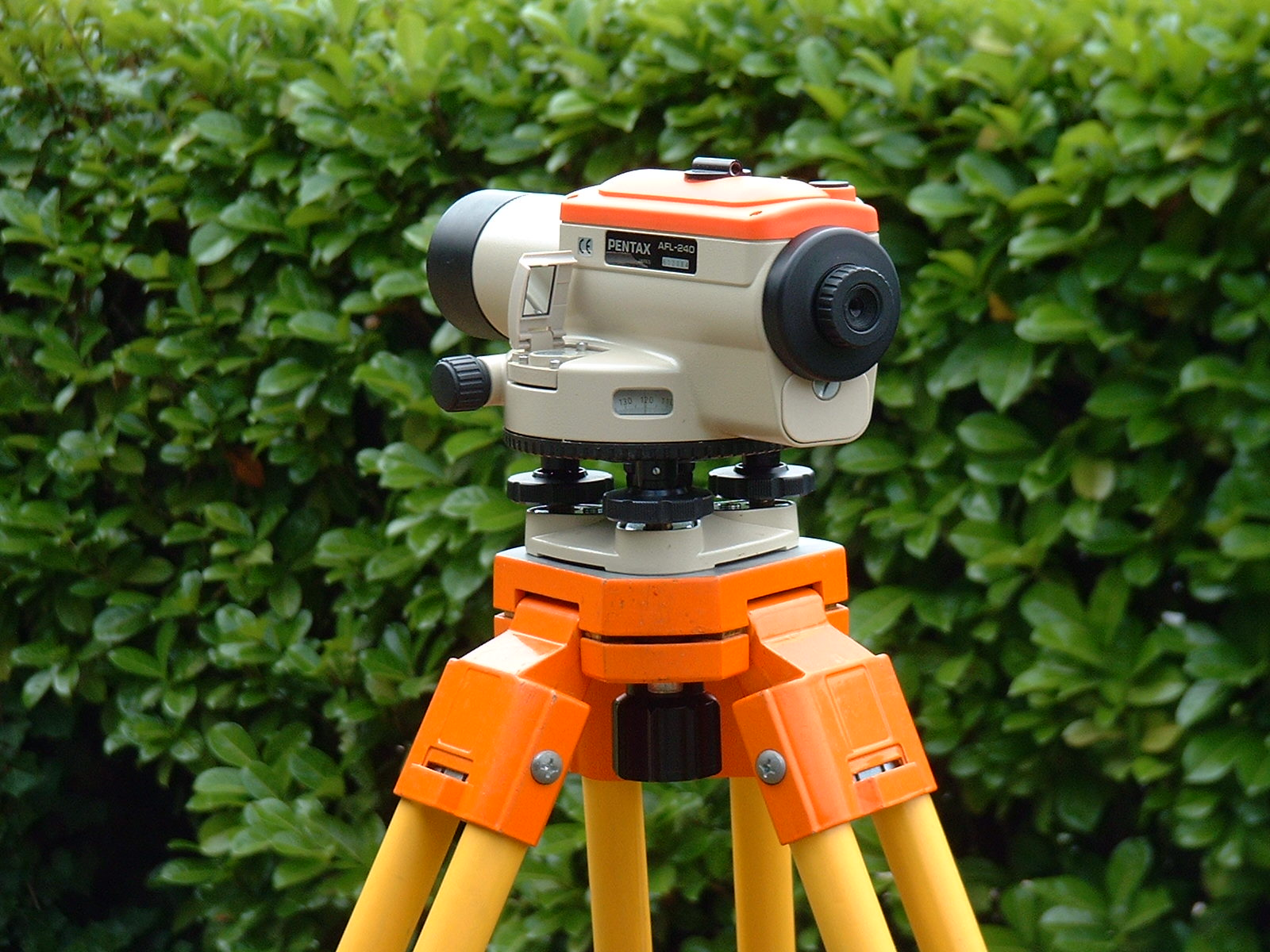
Нівелір
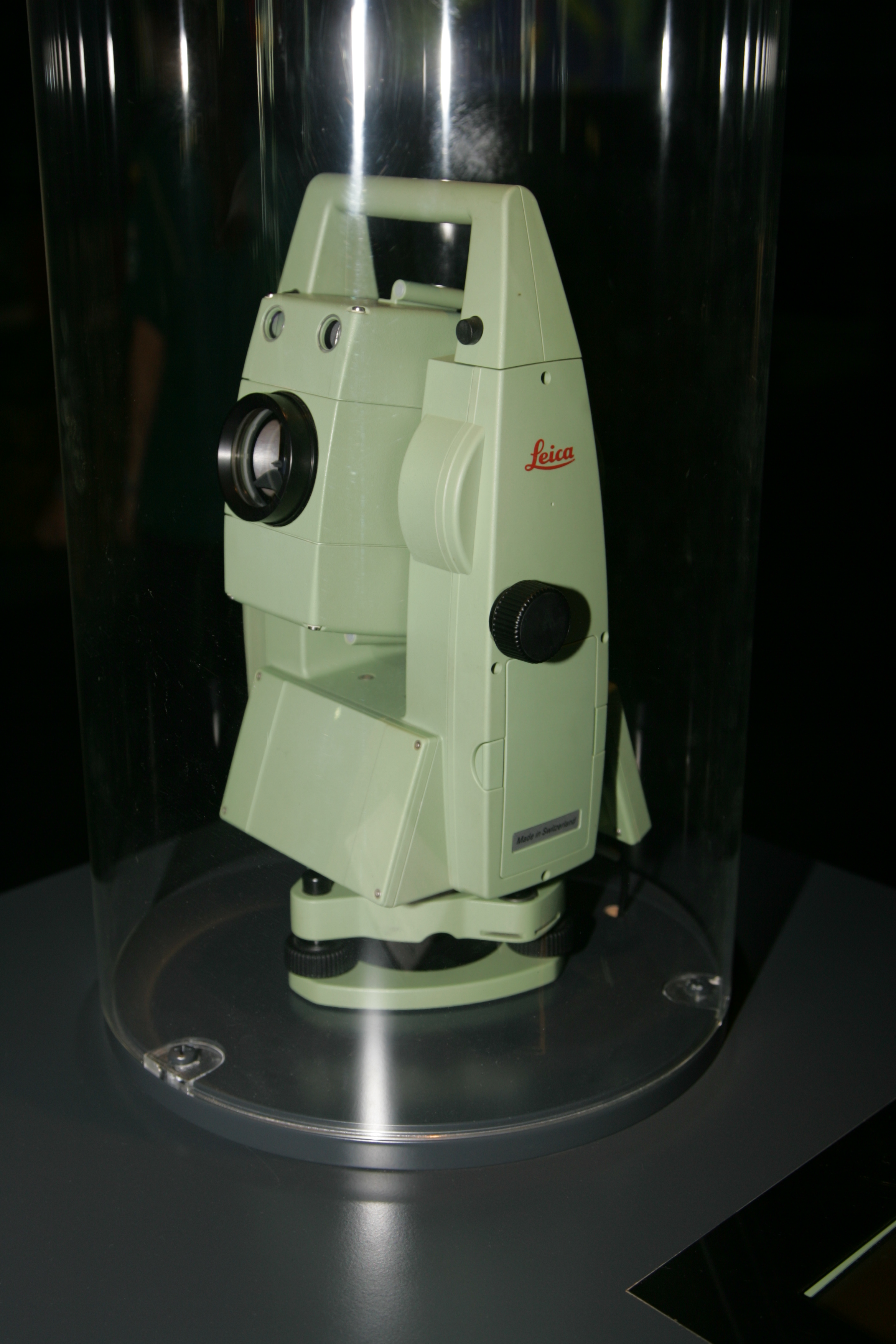
Теодоліт
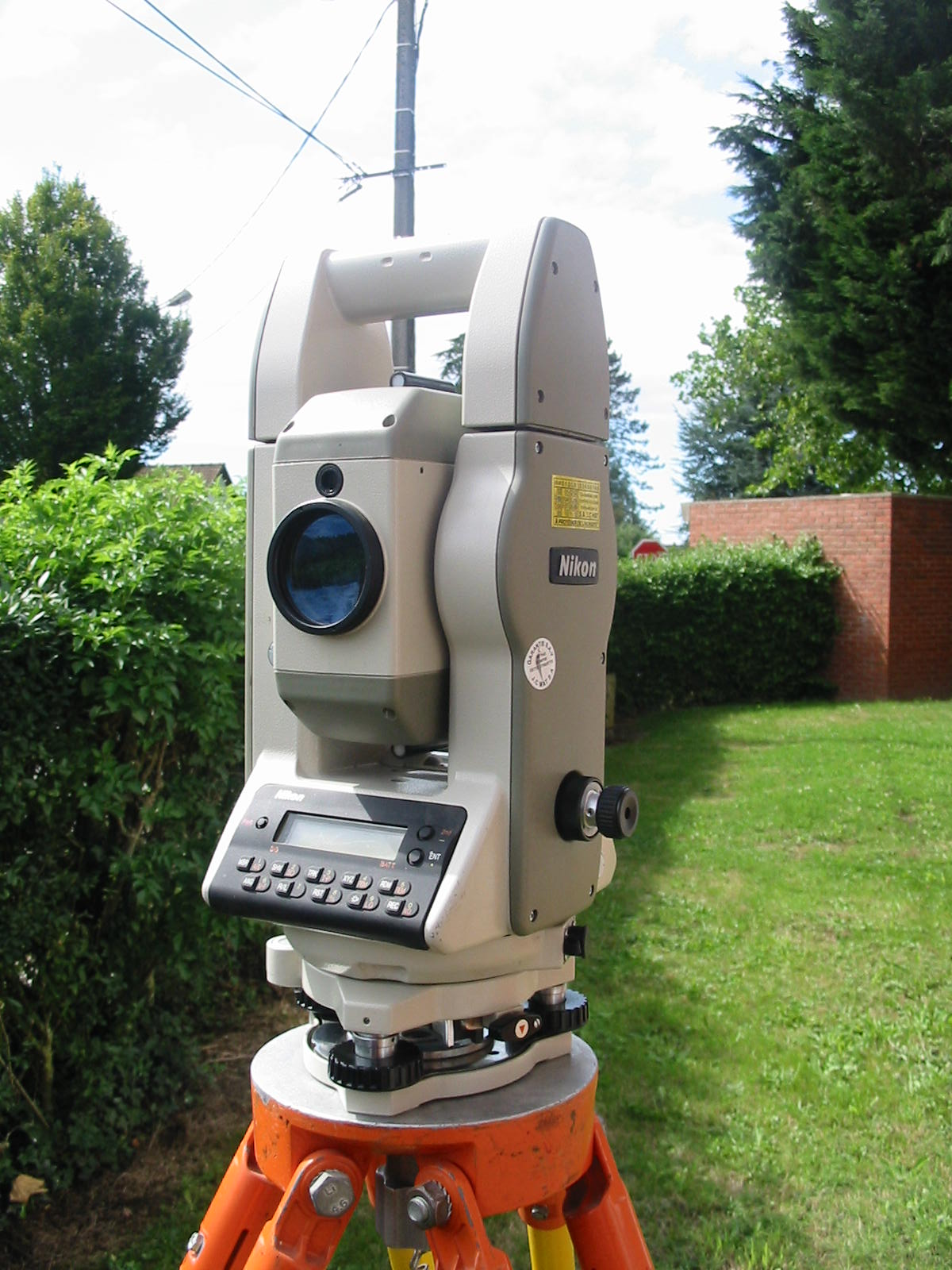
Тахеометр
Гірокомпас
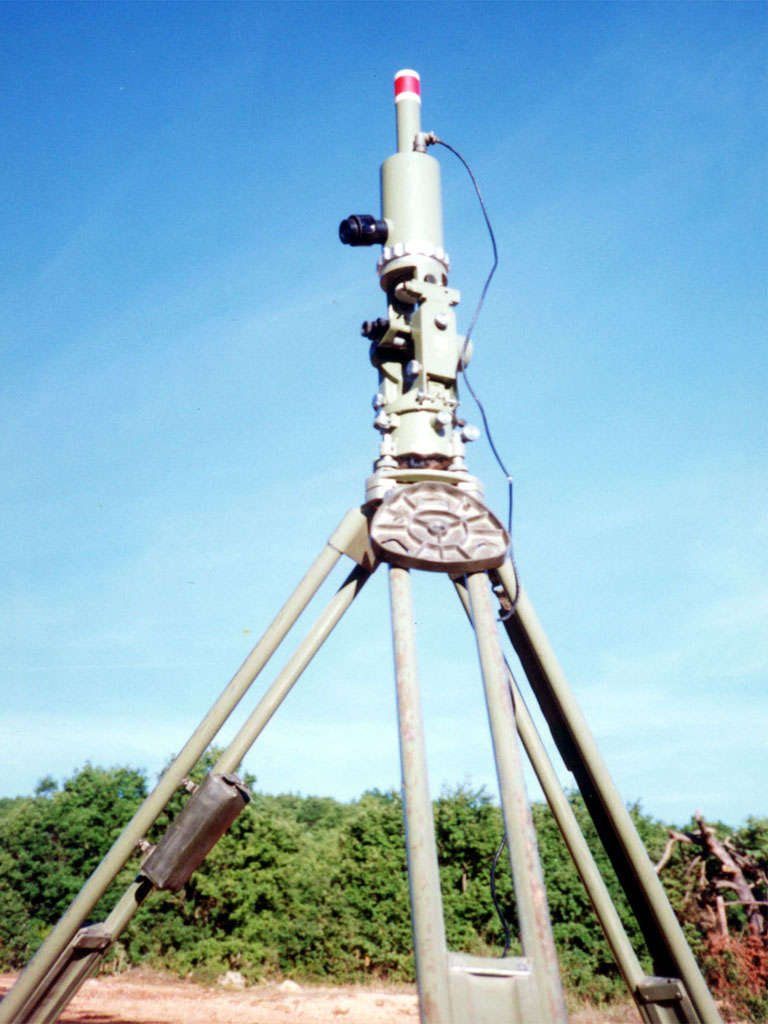
Гіротеодоліт
Екліметр
Екер
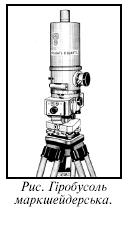
Гіробусоль
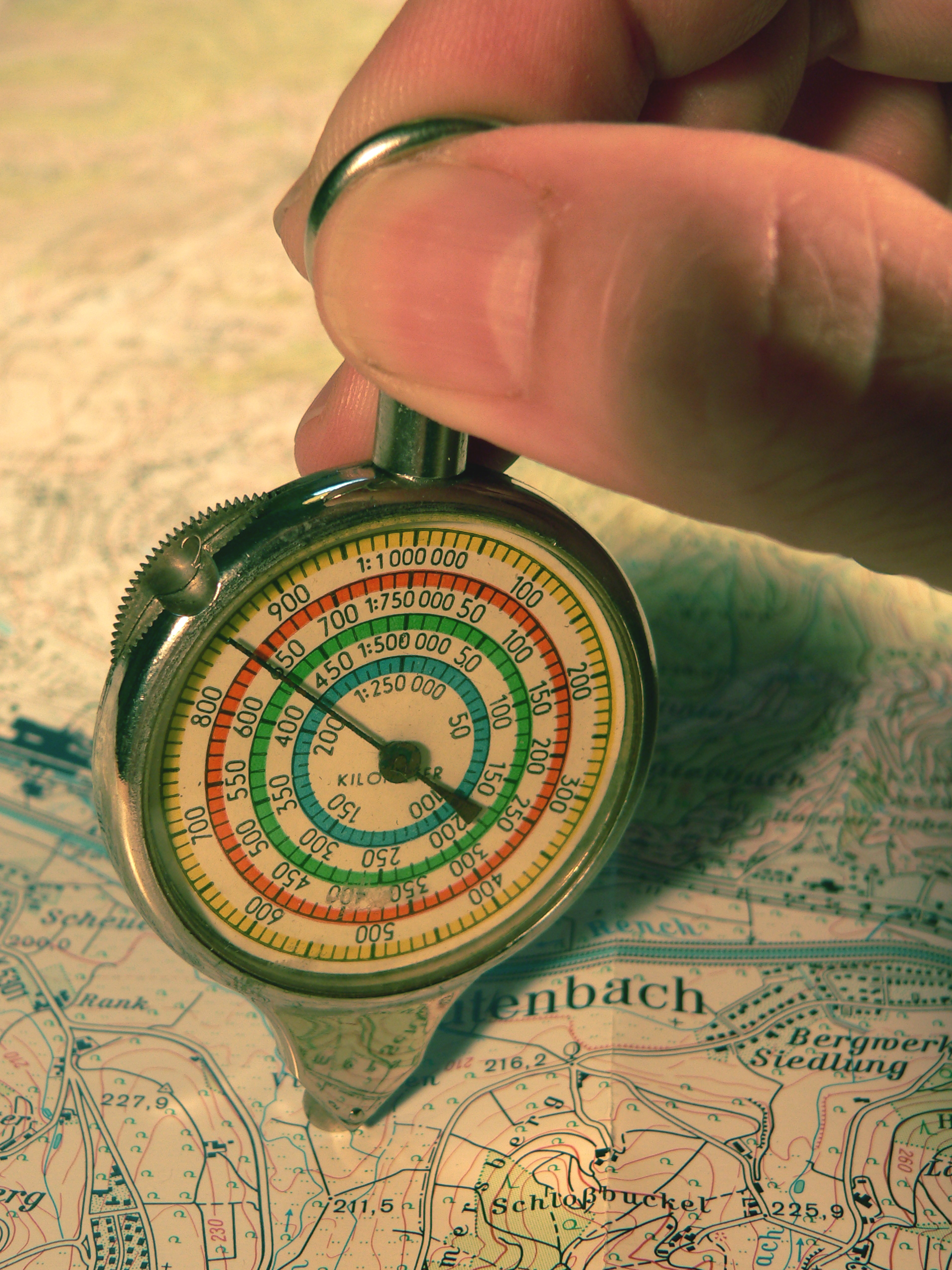
Курвіметр